# Комитет по культуре Санкт-Петербурга
Комитет по культуре Санкт‑Петербурга — является исполнительным органом государственной власти Санкт-Петербурга, ответственный за проведение государственной политики Санкт-Петербурга в сфере культуры.

## Полномочия комитета
Комитет проводит государственную политику Санкт-Петербурга в сфере культуры, искусства, кинематографии, художественного и музыкального образования, координирует деятельность исполнительных органов государственной власти Санкт-Петербурга в области культуры.
В своей деятельности руководствуется Конституцией Российской Федерации, федеральными конституционными законами, федеральными законами, иными нормативными правовыми актами Российской Федерации, Уставом Санкт-Петербурга, законами Санкт-Петербурга, иными нормативными правовыми актами Санкт-Петербурга, постановлениями и распоряжениями Губернатора Санкт-Петербурга, постановлениями и распоряжениями Правительства Санкт-Петербурга, а также положением «О Комитете по культуре Санкт-Петербурга».
Председатель Комитета по культуре: с 27 декабря 2021 — Фёдор Дмитриевич Болтин (с 2015 — зам. председателя Комитета по культуре СПб).